# 埃查里-阿拉纳斯
埃查里-阿拉纳斯（西班牙語：Echarri-Aranaz）是西班牙纳瓦拉的一个市镇。总面积33平方公里，总人口2364人（2001年），人口密度72人/平方公里。